# St.-Wenzel-Kirche (Quittelsdorf)

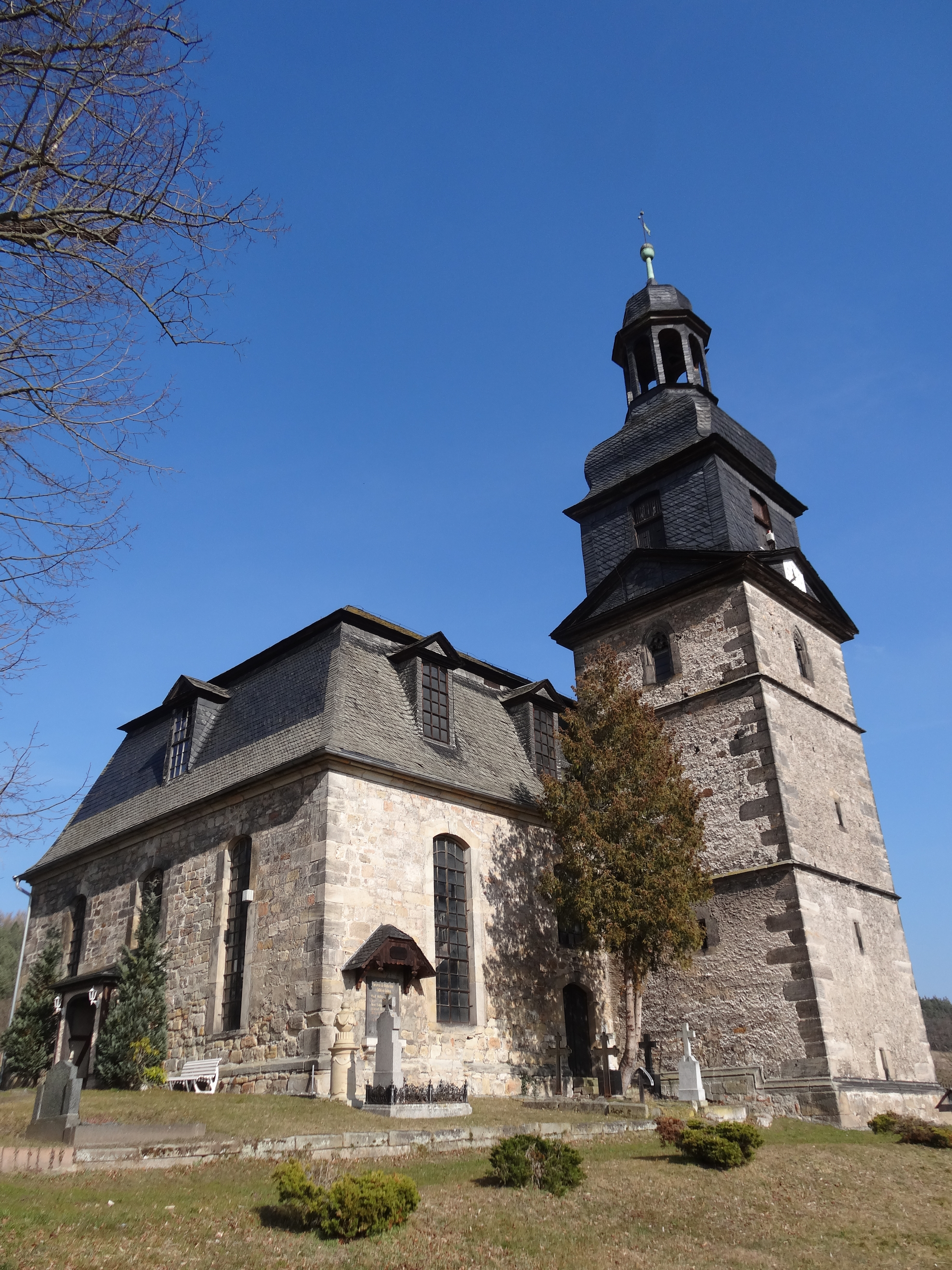
Kirche in Quittelsdorf

Die evangelische St.-Wenzel-Kirche steht im Ortsteil Quittelsdorf der Gemeinde Königsee im Landkreis Saalfeld-Rudolstadt in Thüringen.
Bereits 1292 wird ein Pfarrer in Quittelsdorf urkundlich erwähnt. Der älteste Teil der heutigen Kirche, der Kirchturm, wurde laut einer Inschrift 1513 errichtet, nachdem der alte Turm 1509 eingestürzt war. Im Laufe der langen Zeit wurde mehrfach an- und umgebaut. 1778 bekam der Turm eine Haube, und das Kirchenschiff wurde von 1790 bis 1793 fertiggestellt.
Die beiden Glocken stammen aus den Jahren 1777 und 1785. 1791 wurde durch den Milbitzer Orgelbauer Johann Andreas Schulze eine zweimanualige Orgel mit 22 Registern eingebaut.